# Ionuț-Marian Stroe
Ionuț-Marian Stroe (ur. 23 września 1979 w Krajowie) – rumuński polityk i samorządowiec, deputowany, w latach 2019–2020 minister młodzieży i sportu.

## Życiorys
W 1998 ukończył szkołę średnią w rodzinnej miejscowości, a w 2003 studia z zakresu programowania na wydziale automatyki, informatyki i elektroniki Universitatea din Craiova. Na tej samej uczelni uzyskał magisterium z zarządzania przedsiębiorstwem (2006), licencjat z prawa (2013) i magisterium z zakresu praw człowieka (2014). Pracował początkowo jako programista i marketingowiec. Działacz Partii Narodowo-Liberalnej. W latach 2004–2008 zasiadał w radzie miejskiej w Krajowie. Od 2005 do 2007 był dyrektorem do spraw młodzieży w administracji okręgu Dolj, a następnie do 2009 dyrektorem działu programów rekreacyjnych i rozrywki w Autoritatea Națională pentru Tineret, państwowym urzędzie do spraw młodzieży.
W wyborach w 2008 uzyskał po raz pierwszy mandat posła do Izby Deputowanych. Z powodzeniem ubiegał się o reelekcję w 2012, 2016, 2020 i 2024. Przewodniczył reprezentacji rumuńskiego parlamentu w Zgromadzeniu Parlamentarnym Rady Europy.
W listopadzie 2019 nowo powołany premier Ludovic Orban powierzył mu stanowisko ministra młodzieży i sportu. Pozostał na tej funkcji również w utworzonym w marcu 2020 drugim gabinecie dotychczasowego premiera. Zakończył urzędowanie w grudniu 2020.